# Сан-Теодоро (Сардиния)
Сан-Теодоро (итал. San Teodoro) — коммуна в Италии, располагается в регионе Сардиния, в провинции Сассари.
Население составляет 4 989 человек (30-6-2019), плотность населения составляет 46,37  чел./км². Занимает площадь 107,6 км². Почтовый индекс — 8020. Телефонный код — 0784.
Покровителем коммуны почитается святой великомученик Феодор Тирон, празднование в третью неделю июня.

## Демография
Динамика населения:

## Администрация коммуны
- Официальный сайт: https://web.archive.org/web/20060810155226/http://www.comune.san-teodoro.nu.it/

## Примечание
1. ↑  Statistiche demografiche ISTAT. demo.istat.it. Дата обращения: 28 ноября 2019. Архивировано из оригинала 24 июля 2019 года.